# Bismil
Bismil este un oraș din Turcia.